# Mứt Cam (webtoon)
Orange Marmalade (Tiếng Hàn: 오렌지 마말레이드; phiên âm: Orenji Mamalleideu) là một bộ webtoon nhiều kỳ tại Naver xuất bản vào năm 2011 đến năm 2013.

## Nội dung
Trong một thế giới mà con người và ma cà rồng và con người cùng tồn tại. 
Ma cà rồng tồn tại nhờ máu và xem máu như là thức ăn chủ yếu của họ. Họ vẫn sợ con người và sự phân biệt đối xử đã khiến đa phần trong số họ đã che giấu thân phận và bản năng của mình đế sống như một công dân bình thường hoặc trở thành một kẻ bị xua đuổi, xa lánh.
Baek Ma-ri - một cô gái ma cà rồng ẩn danh, luôn cố gắng che giấu thân phận để có được cuộc sống yên bình. Nhưng cô lại phải lòng Jung Jae-min - nam sinh nổi tiếng học cùng trường khi cả hai cùng chơi cùng ban nhạc, lấy tên là Orange Marmalade. Nhưng Jung Jae-min lại có thành kiến với ma cà rồng. Mọi rẳc rối xảy ra khi cậu bạn ma cà rồng Han Shi-hoo cũng phải lòng với Ma-ri khi luôn tìm mọi cách giành lấy trái tim cô. Và cô bạn học cùng lớp Jo Ah-ra - lớp phó cũng dần phát hiện ra thân phận ma cà rồng của Ma-ri.

## Nhân vật

### Ban nhạc Orange Marmalade
- Baek Ma-ri

Ngay từ nhỏ, cô đã bị những đứa trẻ khác xua đuổi và xa lánh. Cô luôn tự nói với bản thân rằng mình không phải là quái vật. Cô quyết tâm tốt nghiệp ở ngôi trường mới và sẽ không bị phát hiện thân phận ma cà rồng của mình. Nhưng cũng tại đây, cô vướng vào mối tình tay ba với Jung Jae-min - nam sinh nổi tiếng học cùng trường và Han Shi-hoo - cậu bạn thân từ nhỏ và cũng là một ma cà rồng. Cô từng nhận hình phạt Ahn Chi (hình phạt cao nhất và tồi tệ nhất được thực hiện bởi Hội đồng quản lý ma cà rồng) sau khi đã để lộ thân phận và cứu Jae-min khỏi nguy hiểm. Cô là giọng hát chính của ban nhạc Orange Marmalade. Cô ước mơ cả thế giới được nghe âm nhạc của mình.
- Jung Jae-min

Là nam sinh nổi tiếng của trường và là nhóm trưởng của ban nhạc Orange Marmalade. Cậu là một thiên tài âm nhạc, chơi guitar rất giỏi và từng được xem là huyền thoại âm nhạc khi còn học trung học. Cậu từ bỏ âm nhạc khi mẹ cậu tái hôn với một giáo viên tại trường cậu đang theo học và cũng là một ma cà rồng, cậu không chơi nhạc vì cậu không muốn làm những điều mẹ mình thích, nhưng khi đọc những trang nhạc của Ma-ri, cậu thay đổi suy nghĩ và tham gia vào ban nhạc. Cậu có thành kiến với ma cà rồng và cho rằng chỉ có con người mới được hưởng nhân quyền, còn ma cà rồng thì không. Cậu phải lòng Baek Ma-ri ngay từ khi cô chuyển đến ngôi trường này. Mà không hề biết rằng, cô là một ma cà rồng. 
- Han Shi-hoo

Là một ma cà rồng điển trai và cũng là bạn thời thơ ấu của Ma-ri. Người chú của cậu kết hôn với mẹ của Jae-min. Cậu từng bị đưa vào danh sách đen của ma cà rồng và hình phạt cuối cùng dành cho cậu là hình phạt Ahn Chi. Cậu được chuyển đến học chung trường với Baek Ma-ri. Cậu có tình cảm đặc biệt với Ma-ri và trở thành tình địch với Jung Jae-min. Cậu phụ trách chơi bass cho ban nhạc Orange Marmalade.
- Jo Ah-ra

Cô là một nữ sinh nổi tiếng bởi vẻ ngoài xinh đẹp và trí thông minh. Cô thích Jae-min và không muốn công nhận sự thật rằng Ma-ri đã chiếm được sự chú ý của Jae-min. Cô luôn bắt nạt Ma-ri bằng cách giấu nó đằng sau thái độ ngọt ngào và sự bảo vệ từ những người bạn. Cuối cùng, cô nhận thức được hành động sai lầm của bản thân và hoà nhập hơn với Ma-ri và Shi-hoo. Cô là người thứ hai biết Shi-hoo là ma cà rồng và nảy sinh tình cảm với Han Shi-hoo. Cô phụ trách chơi piano cho ban nhạc.
- Hwang Beom-sung

Cậu là bạn thân nhất của Jung Jae-min. Tính cách vui vẻ, tốt bụng và hơi tưng tửng. Thích Ah-ra và hay ghen với những nam sinh khác, đặc biệt là Jae-min và Shi-hoo mỗi khi họ lại gần hay bắt chuyện với Ah-ra. Cậu tham gia chơi trống cho ban nhạc Orange Marmalade.
- Choi Soo-ri